# أحمد الخليلي
أحمد بن حمد بن سليمان الخليلي (ولد 1942 م) المفتي العام في سلطنة عمان، إباضي المذهب، عُرف بصلاح الأصل وكان جدُّه قاضيًا. من مواليد زنجبار، وكانت آنذاك جزءًا من عُمان.

## سيرة ومسيرة
ولد عام 1942 بمحلة مفنيستي بجزيرة زنجبار، في 27 يوليو 1942م، كان والده مهاجرًا، وقد عاد إلى موطنه الأصلي عام 1964. درس القرآن الكريم والعلوم الدينية والعربية في زنجبار وعمان على يد عدد من المشايخ. عمل بعد وصوله إلى سلطنة عمان سنة 1964 مدرسا للقرآن الكريم والعلوم الشرعية بولاية بهلا وسط عمان عام 1965، ثم انتقل للتدريس بمسجد الخور بالعاصمة العمانية مسقط، عام 1974 عين مديراً للشؤون الإسلامية بوزارة الأوقاف والشؤون الدينية بالسلطنة وفي عام 1975 عين مفتياً عاما للسلطنة بدرجة وزير. شغل رئاسة مجلس إدارة مركز السلطان قابوس للثقافة الإسلامية، والرئاسة الفخرية لكلية العلوم الشرعية، كما كان رئيساً للجنة المطبوعات بوزارة التراث والثقافة، وعضو مجلس أمناء جامعة نزوى بعمان.
شغل عضوية مجمع الفقه الإسلامي التابع لمنظمة المؤتمر الإسلامي، وعضو مؤسسة آل البيت «المجمع الملكي لبحوث الحضارة الإسلامية» (مؤسسة آل البيت للفكر الإسلامي) بالأردن، وعضو مجلس أمناء الجامعة الإسلامية العالمية بإسلام أباد بباكستان، ونائب رئيس الاتحاد العالمي لعلماء المسلمين، وعضو المجمع العالمي للتقريب بين المذاهب الإسلامية في إيران.
كتب الكثير من الكتب في التفسير والعبادات والفتاوى، بالإضافة إلى تقديمه الكثير من المحاضرات والدروس في تفسير القرآن الكريم، وفي الفتاوى العامة.
ومن أعماله كتاب «جواهر التفسير أنوار من بيان التنزيل»، وكتاب "الحق الدامغ "، وكتاب «الفتاوى» وكتاب «فتاوي العقيدة».
وكتاب «شرح غاية المراد في نظم الاعتقاد»، وكتاب «الاستبداد مظاهره ومواجهته»، و«الحقيقة الدامغة»، و«اختلاف المطالع وأثره على اختلاف الأهلة».
شارك في عدد من البحوث العلمية في مؤتمرات وندوات متخصصة، طبع منها بحث بعنوان «أثر الاجتهاد والتجديد في تنمية المجتمعات الإسلامية»، وبحث «القيم الإسلامية ودورها في حل مشكلات البيئة»، وبحث بعنوان «البعد السياسي لأسباب الفقر»، و«زكاة الأنعام».
له مجموعة من الفتاوى المطولة تناقش قضايا مهمة طبع بعضها، كما نشرت له مجموعة من الحوارات والمحاضرات والخطب تتحدث عن «إعادة صياغة الأمة»، وعن «الدين والحياة»، و«وحي المنابر»، و«المواهب السنية في الخطب الجمعية»، بالإضافة إلى سلسلة من المحاضرات في العقيدة والفكر الإسلامي.

## مؤلفاته
كان يقيم جلسات علمه يوم الجمعة في العادة وهو نفس منطلق محمد عبده مؤلف تفسير المنار من أبرز كتبه:
- جواهر التفسير.
- وسقط القناع.
- إعادة صياغة الأمة.
- الحق الدامغ.
- جواهر التفسير أنوار من بيان التنزيل.
- الإيلاء.
- زكاة الأنعام.
- الاستبداد مظاهره ومواجهته.
- الاجتهاد.
- الفتاوى.
- المحكم والمتشابه.
- العقل بين جماح الطبع وترويض الشرع.
- شرح قصيدة غاية المراد في الاعتقاد للامام نور الدين السالمي.
- عوامل تقوية الوحدة الإسلامية في الشعائر الدينية.
- إختلاف المطالع واثره على اختلاف الاهلة.
- تصحيح مفاهيم خاطئة.
- امة الإسلام إلى أين مسيرا ومصيرا.
- برهان الحق.[2]
- مصرع الإلحاد ببراهين الإيمان.[3]

## طالع أيضًا
- محمد سليم العوا
- عبد الله بن بيه
- أحمد كفتارو
- علي جمعة
- عبد الله فدعق
- علي المعشني

## وصلات خارجية
- الشيخ أحمد الخليلي مفتي عام سلطنة عمان في لقاء الجمعة مع عبدالله المديفر على يوتيوب.
- سيرة العارفين: سماحة الشيخ أحمد بن حمد الخليلي
- سيرة الشيخ أحمد بن حمد الخليلي